# Pavel Srníček
Pavel Srníček, est un footballeur tchèque (gardien de but), né le 10 mars 1968 à Bohumín et mort le 29 décembre 2015 à la suite d'un arrêt cardiaque lors d'un jogging à Ostrava (République tchèque) une semaine plus tôt. Ses obsèques ont eu lieu le 4 janvier 2016 dans la même ville et une cérémonie religieuse a eu lieu le 13 janvier 2016 en l'église Saint Andrew à Newcastle.
Il compte 49 sélections en équipe de République tchèque entre 1994 et 2001.

## Carrière
- 1988-1990 : Baník Ostrava  Tchécoslovaquie
- 1990-1998 : Newcastle United  Angleterre
- 1998 : Baník Ostrava  République tchèque
- 1998-2000 : Sheffield Wednesday  Angleterre
- 2000-2003 : Brescia Calcio  Italie
- 2003 : Cosenza Calcio  Italie
- 2003-2004 : Portsmouth FC  Angleterre
- 2004 : West Ham United  Angleterre
- 2004-2006 : SC Beira-Mar  Portugal
- 2006-2007 : Newcastle United  Angleterre